# Arthrobotrys arthrobotryoides
Arthrobotrys arthrobotryoides är en svampart som först beskrevs av Augusto Napoleone Berlese, och fick sitt nu gällande namn av Gustav Lindau 1906. Arthrobotrys arthrobotryoides ingår i släktet Arthrobotrys och familjen vaxskålar.   Inga underarter finns listade i Catalogue of Life.